# Gastromyzon stellatus
Gastromyzon stellatus är en fiskart som beskrevs av Tan 2006. Gastromyzon stellatus ingår i släktet Gastromyzon och familjen grönlingsfiskar. Inga underarter finns listade i Catalogue of Life.